# Amnirana galamensis
Amnirana galamensis là một loài ếch trong họ Ranidae.
Nó được tìm thấy ở Bénin, Burkina Faso, Cameroon, Cộng hòa Trung Phi, Cộng hòa Dân chủ Congo, Bờ Biển Ngà, Eritrea, Ethiopia, Gambia, Ghana, Guiné-Bissau, Kenya, Malawi, Mali, Mozambique, Nigeria, Sénégal, Sierra Leone, Somalia, Tanzania, Uganda, Zambia, có thể cả Burundi, Tchad, Guinée, Liberia, Rwanda, Sudan, Togo và Zimbabwe.
Các môi trường sống tự nhiên của chúng là xavan khô, xavan ẩm, vùng đất ẩm có cây bụi nhiệt đới hoặc cận nhiệt đới, sông, đất ngập nước với cây bụi là chủ yếu, đầm nước, hồ nước ngọt, hồ nước ngọt có nước theo mùa, đầm nước ngọt, đầm nước ngọt có nước theo mùa, vườn nông thôn, các vùng đô thị, khu vực trữ nước, ao, và kênh đào và mương rãnh.

## Hình ảnh

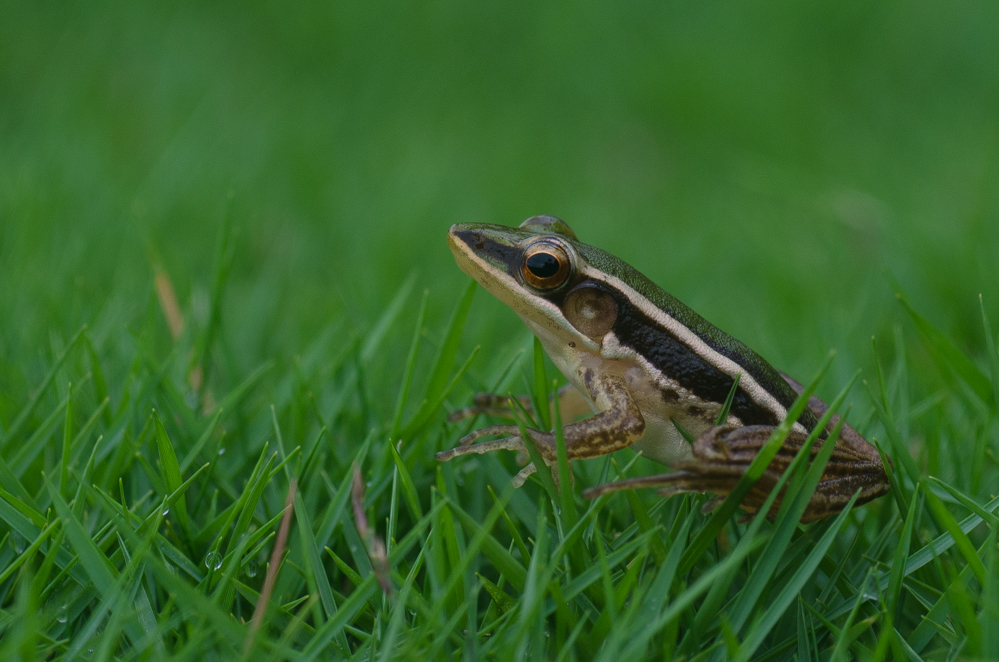